# Nipponoserica nitididorsis
Nipponoserica nitididorsis är en skalbaggsart som beskrevs av Shuhei Nomura 1974. Nipponoserica nitididorsis ingår i släktet Nipponoserica och familjen Melolonthidae. Inga underarter finns listade i Catalogue of Life.